# Fondation de la Résistance
La Fondation de la Résistance est une fondation française reconnue d’utilité publique par le décret du 5 mars 1993.
Placée sous le haut patronage du président de la République, elle a pour objectifs de favoriser la recherche pour sauvegarder la mémoire des actes de résistance contre l'occupant nazi et ses collaborateurs pendant la Seconde Guerre mondiale ; d'élaborer des actions pédagogiques ; de préserver et valoriser le patrimoine physique de la Résistance ; de permettre aux associations d'anciens résistants d'être toujours représentées.

## Historique
À partir des années 1990, les associations d'anciens résistants se posent la question de la transmission de leur mémoire et du patrimoine moral qui lui est attaché. En avril 1990, des personnalités représentatives de la diversité des courants de pensée de la Résistance et des historiens signent l'exposé des motifs de la création de la Fondation de la Résistance. En novembre 1992, les principaux donateurs sont réunis lors d'une assemblée constitutive des fondateurs et adoptent les statuts de la Fondation de la Résistance. Le décret paraît au Journal officiel du 5 mars 1993.
Parmi ses fondateurs, on compte d'anciens résistants de l'intérieur (par ex. Lucie Aubrac, Jean-Pierre Levy, Henri Rol-Tanguy, Germaine Tillion, Hélène Viannay, Marie-Madeleine Fourcade - pourtant décédée en 1989 - et Alain Griotteray), d'anciens Français libres (par ex. Claude Bouchinet-Serreulles, André Jarrot, Maurice Schumann, Maurice Druon et Pierre Messmer), d'anciens résistants-déportés (par ex. Geneviève de Gaulle-Anthonioz, Stéphane Hessel, Christian Pineau et Marie-Claude Vaillant-Couturier), des familles de résistants (Claude Pierre-Brossolette), d'anciens résistants devenus historiens (par ex. Marc Ferro et René Rémond) et des spécialistes d'histoire contemporaine (par ex. Jean-Pierre Azéma, Pierre Laborie et Dominique Veillon).
Mémoire et Espoirs de la Résistance, association affiliée à la Fondation de la Résistance, est créée en 1994 par des résistants et leurs descendants. Elle devient en 2004 l'association des Amis de la Fondation de la Résistance – Mémoire et Espoirs de la Résistance. Elle propose des activités culturelles pour faire découvrir l'histoire de la Résistance au grand public notamment en région.

## Fonctionnement
La Fondation de la Résistance est gérée par un conseil d'administration de dix-neuf membres : six membres désignés par l'assemblée des fondateurs ; sept désignés par la puissance publique (un représentant du ministère de l'Intérieur, du ministère des Armées, du ministère de l'Éducation nationale, de l'Assemblée nationale, du Sénat, de l'Ordre de la Libération et de la Ville de Paris) ; six membres désignés d'un commun accord par les treize précédents.
Elle est présidée successivement par :
- 1993 : Jean Mattéoli (1922-2008)[5] ;
- 2006 : Pierre Sudreau (1919-2012)[6] ;
- 2009 : Jacques Vistel (1940-2017)[7] ;
- 2016 - (en cours) : Gilles Pierre Levy (1947-)[8].

Le préfet Jean-Francis Treffel est directeur général de la Fondation de la Résistance  depuis le 1er juillet 2022. Il a succédé au préfet honoraire Victor Convert de 2003 à 2022. Le préfet  Jean Brenas puis le préfet Nicolas Theis ont été les directeurs généraux successifs de 1993 à 2002.
Un comité historique et pédagogique soutient son action. Ce comité a été présidé jusqu'en 2007 par René Rémond. Depuis 2007, il est présidé par Antoine Prost puis depuis 2023 par Claire Andrieu, professeur émérite à Sciences Po Paris.
Après sa dissolution en 2011, l'Association pour des Études sur la Résistance Intérieure (AERI) créée par d'anciens résistants (par ex. Serge Ravanel, Lucie Aubrac, Raymond Aubrac, Jean-Pierre Bloch, Maurice Plantier et Hélène Viannay) a intégré la Fondation de la Résistance. Depuis lors, la Fondation de la Résistance gère le Musée de la Résistance en ligne lancé en 2011par l'AERI.

## Missions et activités

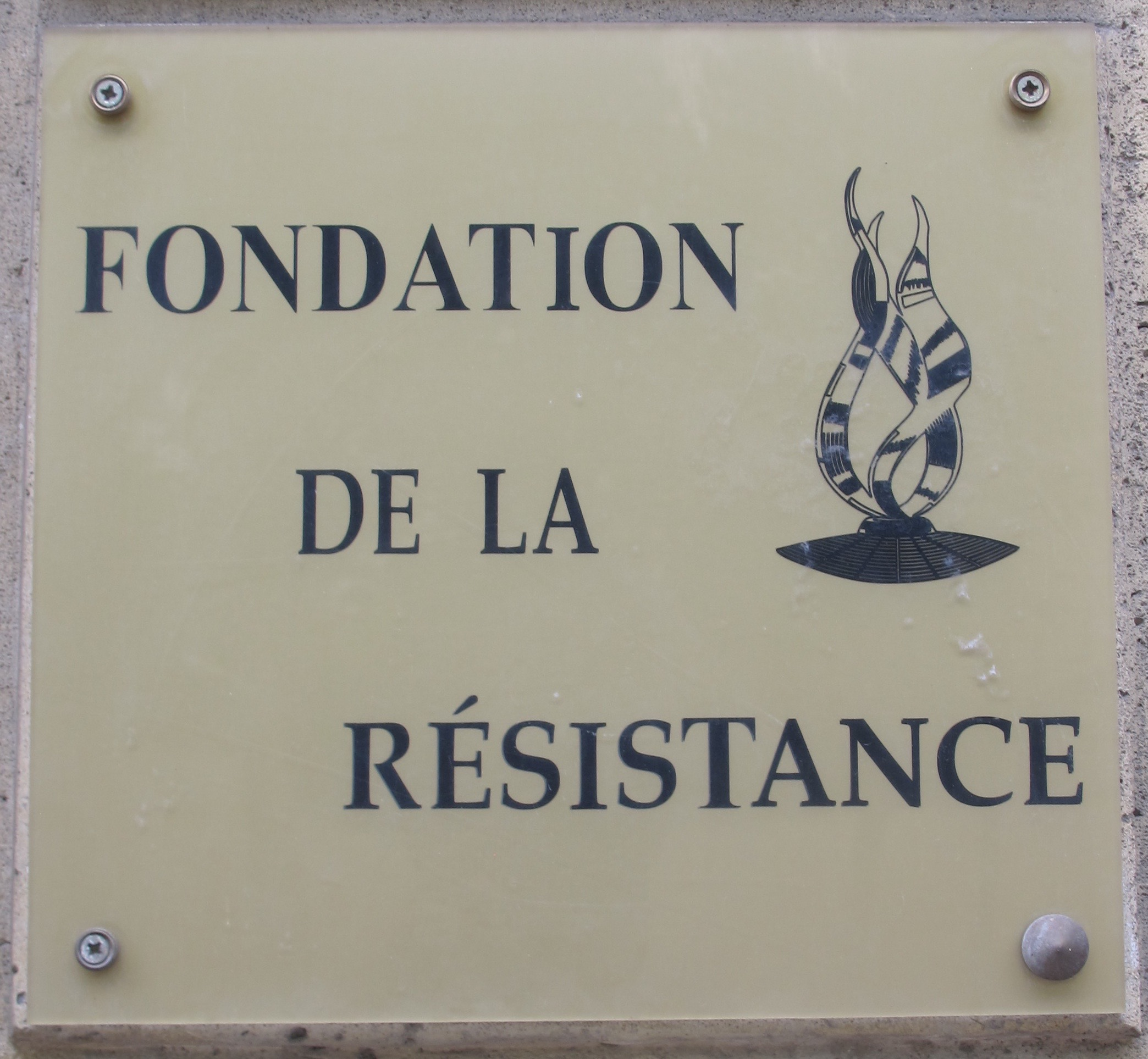
Plaque apposée sur l'immeuble sis au no 30 du boulevard des Invalides à Paris.

La Fondation de la Résistance, organisée en trois départements (Recherche et pédagogie, Documentation et publications, et Département AERI - Musée de la Résistance en ligne), s'attache à favoriser la recherche pour sauvegarder la mémoire des actes qui ont marqué la résistance intérieure et extérieure pendant la Seconde Guerre mondiale, à transmettre l'histoire et les valeurs de ceux qui se sont engagés, à préserver et valoriser le patrimoine physique de la Résistance, et à représenter les associations d'anciens résistants aujourd'hui dissoutes.

### Activités scientifiques
La Fondation de la Résistance est à l'initiative du Dictionnaire historique de la Résistance. Résistance intérieure et France libre,. Elle organise des colloques, des journées d'étude, réalise des expositions itinérantes thématiques ou biographiques sur la Résistance. Elle a soutenu des publications scientifiques.

#### Actes de colloques publiés avec le soutien de la Fondation de la Résistance
- [2010] Laurent Douzou (dir.), Faire l'histoire de la Résistance : actes du colloque international, 18-19 mars 2008, Rennes, Presses universitaires de Rennes, 2010, 341 p. (ISBN 978-2753510425, lire en ligne).
- [2011] Bruno Curatolo et François Marcot (dir.), Écrire sous l'Occupation. Du non-consentement à la Résistance, France-Belgique-Pologne, 1940-1945, Rennes, Presses universitaires de Rennes, 2011, 424 p. (ISBN 9782753568297, lire en ligne).
- [2015] Pierre Laborie et François Marcot (dir.), Les comportements collectifs en France et dans l'Europe allemande : historiographie, normes, prismes, 1940-1945, Rennes, Presses universitaires de Rennes, 2015, 307 p. (ISBN 978-2-7535-3973-0, lire en ligne).
- [2016] Jacqueline Sainclivier, Pierre Laborie et Jean-Marie Guillon (dir.), Images des comportements sous l'Occupation. Mémoires, transmission, idées reçues, Rennes, Presses universitaires de Rennes, 2016, 257 p. (ISBN 978-2-7535-4853-4, lire en ligne).
- [2017] Claire Andrieu et Michel Margairaz (dir.), Pierre Sudreau : 1919-2012 : engagé, technocrate, homme d'influence, Rennes, Presses universitaires de Rennes, 2017, 222 p. (ISBN 978-2-7535-5266-1).
- [2018] Laurent Douzou et Mercédès Yusta Rodrigo (dir.), La Résistance à l'épreuve du genre : hommes et femmes dans la Résistance antifasciste en Europe du Sud (1936-1949), Rennes, Presses universitaires de Rennes, 2018, 248 p. (ISBN 978-2-7535-7568-4).

#### Soutien à la recherche
Son programme de financement de recherches doctorales de 2004 à 2013 et de recherches postdoctorales de 2013 à 2015 a contribué à l'émergence d’une nouvelle génération d'historiens spécialistes de l’Occupation.
L'attribution chaque année du prix Philippe Viannay-Défense de la France, qui lui a été confié en 2006 par l'association Défense de la France, récompense un ouvrage traitant de la Résistance au nazisme en France ou en Europe.
Elle participe à la numérisation des journaux clandestins de la Résistance mis en ligne sur Gallica, bibliothèque numérique de la Bibliothèque nationale de France.
Elle publie une revue trimestrielle La Lettre de la Fondation de la Résistance qui permet la transmission des avancées de la recherche sur l'histoire de la Résistance.

### Patrimoine et mémoire
La Fondation de la Résistance a pour mission de sauvegarder et valoriser le patrimoine physique de la Résistance.
La Fondation de la Résistance a créé la Commission archives de la Seconde Guerre mondiale qui sensibilise les particuliers à l'importance des archives privées et les invite à les déposer dans des centres publics d'archives. Elle a édité un Guide du détenteur d'archives de la Résistance et de la Déportation. Elle oriente les chercheurs en publiant notamment des guides méthodologiques, pour se repérer dans les fonds d'archives, et met à disposition une base nominative de résistant(e)s sur le Musée de la Résistance en ligne.
En partenariat avec l'Institut National du Patrimoine, elle a organisé des actions de formation, afin d'aider les musées de la Résistance et de la Déportation à protéger, valoriser et pérenniser leurs collections. Son directeur historique siège aux conseils scientifiques de musées de la Résistance et de la Déportation.
Le Musée de la Résistance en ligne rend accessible une collection virtuelle sur l'histoire de la Résistance qui s'appuie sur des fonds d'archives publics et privés en France et à l'étranger grâce à des partenariats avec des services d'archives, musées et mémoriaux.
La Fondation de la Résistance participe à l'organisation d'événements commémoratifs (ravivage de la flamme sous l'Arc de triomphe à Paris lors de la Journée nationale de la Résistance le 27 mai) et au recensement des lieux de mémoire de la Résistance.

### Actions pédagogiques
La Fondation de la Résistance transmet l’histoire et les valeurs des résistants aux jeunes générations et à la société civile.
Dans le but de participer à la formation civique des plus jeunes, la Confédération nationale des combattants volontaires de la Résistance (CNCVR) a créé en 1955 les « Prix de la Résistance », préfiguration du Concours national de la résistance et de la déportation (CNRD) officialisé par le ministère de l'éducation nationale en 1961. Fidèle à la mission que lui a confiée la Confédération nationale des Combattants volontaires de la Résistance (CNCVR) au moment de sa dissolution, la Fondation de la Résistance s'attache à jouer un rôle actif dans l'organisation du Concours national de la Résistance et de la Déportation en siégeant au comité stratégique et au collège des correcteurs du CNRD. Elle coordonne et édite depuis 1993 une brochure préparatoire au CNRD à portée nationale, en partenariat avec les ministères de l'Éducation nationale et des Armées, envoyée aux établissements scolaires participant au concours. En 2012, elle crée la brochure numérique du CNRD. Elle participe avec les ministères concernés à la remise des prix national du CNRD. Elle décerne le prix « Lucie et Raymond Aubrac » aux lauréats nationaux des catégories individuelles.
Elle a lancé en 1998 le concours de la meilleure photographie d'un lieu de mémoire. Elle élabore des outils pédagogiques à l'attention du corps éducatif, élabore et anime des formations pour les enseignants dans les académies. Elle met en ligne des productions audiovisuelles sur la chaîne YouTube de la Fondation de la Résistance (mises au point scientifiques, témoignages de résistants, journées d'étude et de formation).